# Gouzda
Gouzda est une localité du Cameroun située dans le département du Mayo-Tsanaga et la Région de l'Extrême-Nord, dans les monts Mandara, à proximité de la frontière avec le Nigeria. Elle fait partie de la commune de Koza. La langue parlée est le Mafa.

## Géographie
Situé dans la partie septentrionale du Cameroun, Gouzda se trouve dans une zone où règne un climat chaud.
La végétation dominante est  la savane herbeuse légèrement boisée.

## Population
En 1966-1967, Gouzda comptait 3 542 habitants, pour la plupart des Mafa.
Lors du recensement de 2005, on y a dénombré 10 030 personnes.
Les religions dominantes sont le christianisme (plus de 75% de la population) et l'islam plus de (15% de la population). Les autres religions sont minoritaires.

## Infrastructures
Goudza est doté d'un lycée général public, accueillant des élèves de la 6e à la Terminale.

## Personnalités
- Zacharie Perevet, homme politique camerounais y est né en 1957[5].
- Manaouda Malachie, homme politique, Ministre de la santé publique du Cameroun